# Sublime (estética)

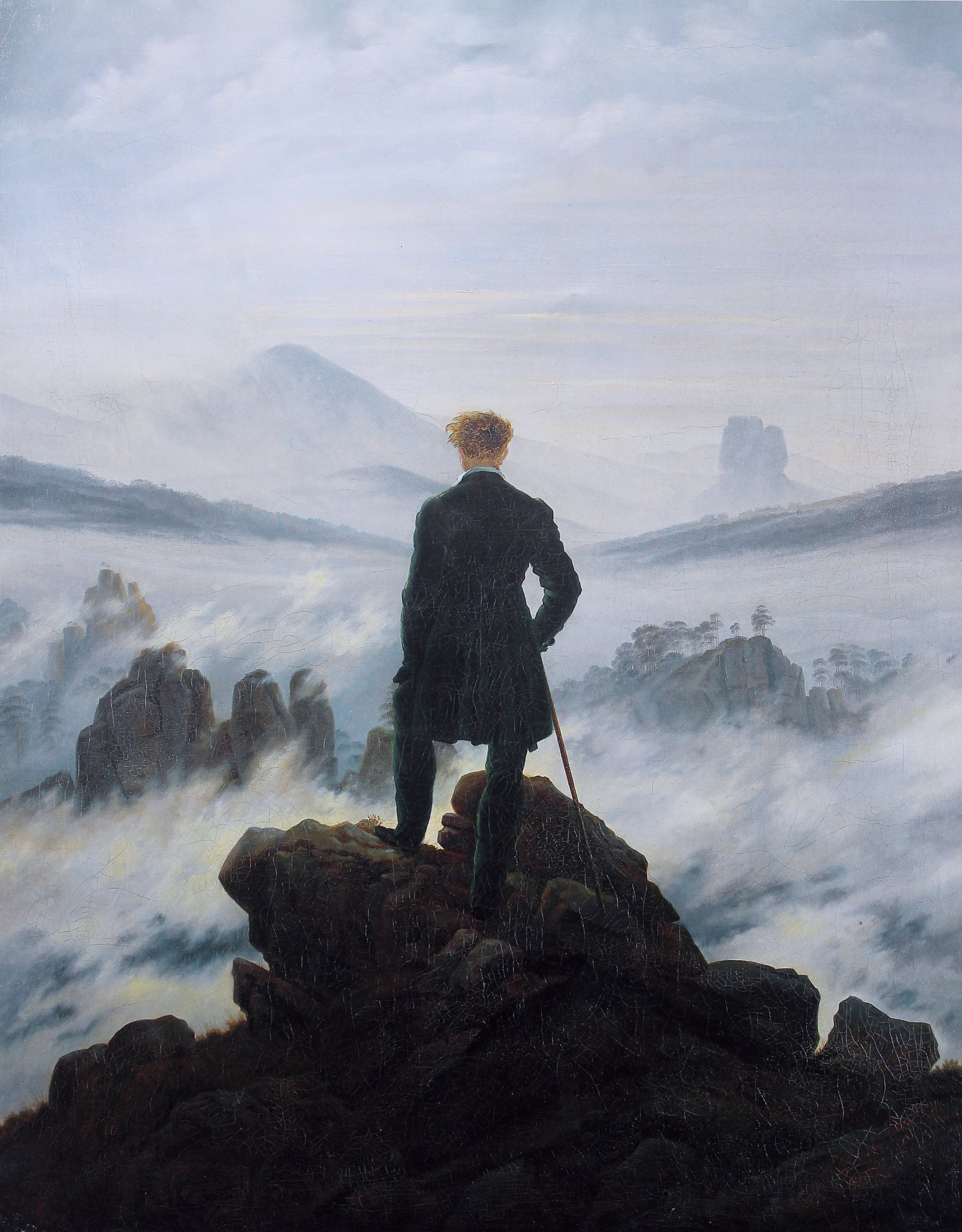
Caspar David Friedrich, O errante sobre o mar de névoa, 1818
(Kunsthalle de Hamburgo).
Artistas românticos do século XIX usaram as manifestações das forças da natureza como expressão do sublime.

O termo sublime (do latim sublimis, "que se eleva" ou "que se sustenta no ar") entrou em uso no século XVIII, para indicar uma nova categoria estética, que se distinguia do belo e do pitoresco. O sublime provoca reações estéticas na qual a sensibilidade se volta para aspectos extraordinários e grandiosos da natureza, considerada um ambiente hostil e misterioso, que desenvolve no indivíduo um sentido de solidão.
O termo foi inicialmente empregado na retórica e na poesia, passando a ter aceitação mais ampla após 1674, quando foi publicada a tradução francesa de Nicolas Boileau do Tratado sobre o sublime, escrito no final do século I ou no século III, por um anônimo designado pelos modernos como Pseudo-Longino. 
Como conceito estético, o sublime designa algo de extrema amplitude ou extraordinária força que transcende o belo. Está ligado ao sentimento de inacessibilidade diante do incomensurável. Como tal, o sublime provoca espanto, inspirado pelo medo ou respeito. O sentimento do sublime surge quando o que é percebido pelos sentidos não pode ser apreendido em conceitos, ou seja, excede o que é concebível. A tarefa da arte seria representar esse inconcebível.
Na transição do neoclassicismo para o romantismo, o conceito de sublime ocupará um lugar central na estética do século XVIII.
Edmund Burke e, posteriormente, Kant defendem que a beleza não é o único valor estético. Diante de uma tempestade ou de uma sinfonia de Beethoven, o sentimento seria o de sublime, mais que de belo. Nascido da vontade de exprimir o inexprimível, o gosto pelo sublime prevalece sobre o gosto pelo belo. Pode-se ligar a reflexão desses autores ao desenvolvimento do pré-romantismo, a partir de meados do século XVIII. 